# Азовська сільська рада (Розівський район)
| Азовська сільська рада — орган місцевого самоврядування у Розівському районі Запорізької області з адміністративним центром у с-щі Азов. Водоймища на території, підпорядкованій даній сільській раді: ріка Сухі Яли. Сільській раді були підпорядковані населені пункти: - с-ще Азов - с. Антонівка - с-ще Мирне |

## Склад ради
Рада складалася з 14 депутатів та голови.
Партійний склад ради: Партія регіонів — 11, Всеукраїнське об'єднання «Батьківщина» — 2, Сильна Україна — 1.

### Керівний склад ради
| ПІБ                     | Основні відомості                                            | Дата обрання | Дата звільнення |
| ----------------------- | ------------------------------------------------------------ | ------------ | --------------- |
| Котенко Віктор Левкович | Сільський голова, 1956 року народження, освіта, безпартійний | 26.03.2006   | 31.10.2010      |

Примітка: таблиця складена за даними джерела